# Hesperian Health Guides
A Hesperian Health Guides, anteriormente conhecida como Hesperian Foundation, é uma organização não governamental sem fins lucrativos que publica guias de saúde para pessoas treinadas e não treinadas para cuidar de si mesmas e dos outros. A fundação está sediada em Berkeley, Califórnia. Entre as suas publicações mais vendidas está Where There Is No Doctor publicado pela primeira vez em 1973 e atualizado a cada poucos anos. O livro foi traduzido para mais de 80 idiomas e a Organização Mundial da Saúde estima que ele pode ser o manual de saúde pública mais utilizado no mundo.
As publicações da Hesperian são conhecidas pela sua simplicidade de expressão e ilustrações, ambas destinadas a torná-las adequadas para uso por pessoas comuns em contextos domésticos e comunitários. Where There Is No Doctor foi elogiado por aqueles que o consideraram “desmistificador e politizado os cuidados de saúde”, comunicando que “embora alguns problemas de saúde exijam atenção médica especializada, há muito que podemos fazer por nós próprios para afetar positivamente a nossa saúde”, uma mensagem também comunicada em trabalhos subsequentes. Em 2011, a organização recebeu uma classificação de quatro de quatro estrelas da Charity Navigator pelo uso eficiente dos fundos doados.

## Colaborações
A Hesperian frequentemente trabalha com outras organizações para criar novas publicações e rever as mais antigas. A curta obra Water for Life: Community Water Security foi publicada em conjunto com o Programa das Nações Unidas para o Desenvolvimento. Em 2006, a Hesperian recebeu uma doação de US$ 40.000 do Rockefeller Brothers Fund para desenvolver um livro sobre saúde ambiental, e em 2004 a Firelight Foundation forneceu uma pequena doação para financiar a revisão do livro de 1999 HIV, Health, and Your Community.
Complementando as suas outras atividades, a organização inclui um fundo gratuito que envia cópias gratuitas das suas publicações para aqueles que não podem pagar por elas, um fundo de tradução que fornece subsídios iniciais para cobrir os custos de tradução e adaptação local em comunidades internacionais e um fundo de subsídios para ajudar programas de educação em saúde a desenvolver maneiras criativas de usar as publicações Hesperian por meios como teatro de rua e transmissões de rádio.  O acesso às publicações também é promovido pela política da organização de permitir a cópia, reprodução ou adaptação de qualquer parte de uma publicação para atender às necessidades locais "desde que as partes reproduzidas sejam distribuídas gratuitamente ou a preço de custo — sem fins lucrativos", resultando na disponibilidade de cópias on-line de várias publicações.

## Avaliações
A Hesperian Health Guides “é responsável por inúmeros milagres em várias partes do mundo, fornecendo livros básicos de saúde para aqueles que não podem pagar por tratamento médico ou não conseguem sobreviver à longa e árdua jornada até o médico mais próximo”, diz o San Francisco Chronicle.
As publicações da Hesperian são amplamente elogiadas por diversas fontes, e a Hesperian envolve organizações do mundo inteiro no desenvolvimento dos seus livros. "Where There Is No Doctor é um recurso indispensável... Este livro tem sido, literalmente, um salva-vidas para os pobres — mesmo onde há um médico", diz Paul Farmer, professor de Medicina Social da Faculdade de Medicina de Harvard. "Helping Children Who are Deaf" foi elogiado no The Journal of Deaf Studies and Deaf Education pela sua "ampla perspetiva. Pais, professores, adultos surdos e profissionais de saúde de todo o mundo — mais de 17 países — aconselharam e reveram os materiais preliminares do livro. Uma lista muito longa e impressionante de indivíduos e organizações, do Bangladesh ao Zimbábue, recebeu crédito e agradecimentos por compartilhar as suas experiências, histórias e conhecimento." Outra revisão criticou o livro por não superar suficientemente as suposições culturais ocidentais sobre áreas como privacidade.